# 明尼阿波利斯-圣保罗国际机场
明尼阿波利斯－圣保罗国际机场（英語：Minneapolis-Saint Paul International Airport）是美国明尼苏达州明尼阿波利斯和圣保罗的国际机场，是该州乃至整个上中西部（包括明尼苏达、艾奥瓦、南达科他、北达科他和威斯康辛五州）最大、最繁忙的机场，曾名沃尔德－张伯伦飞行场。曾為西北航空的樞紐機場，在西北與達美航空合併之後，達美繼續使用本機場為其主要樞紐站之一。

## 机场内景

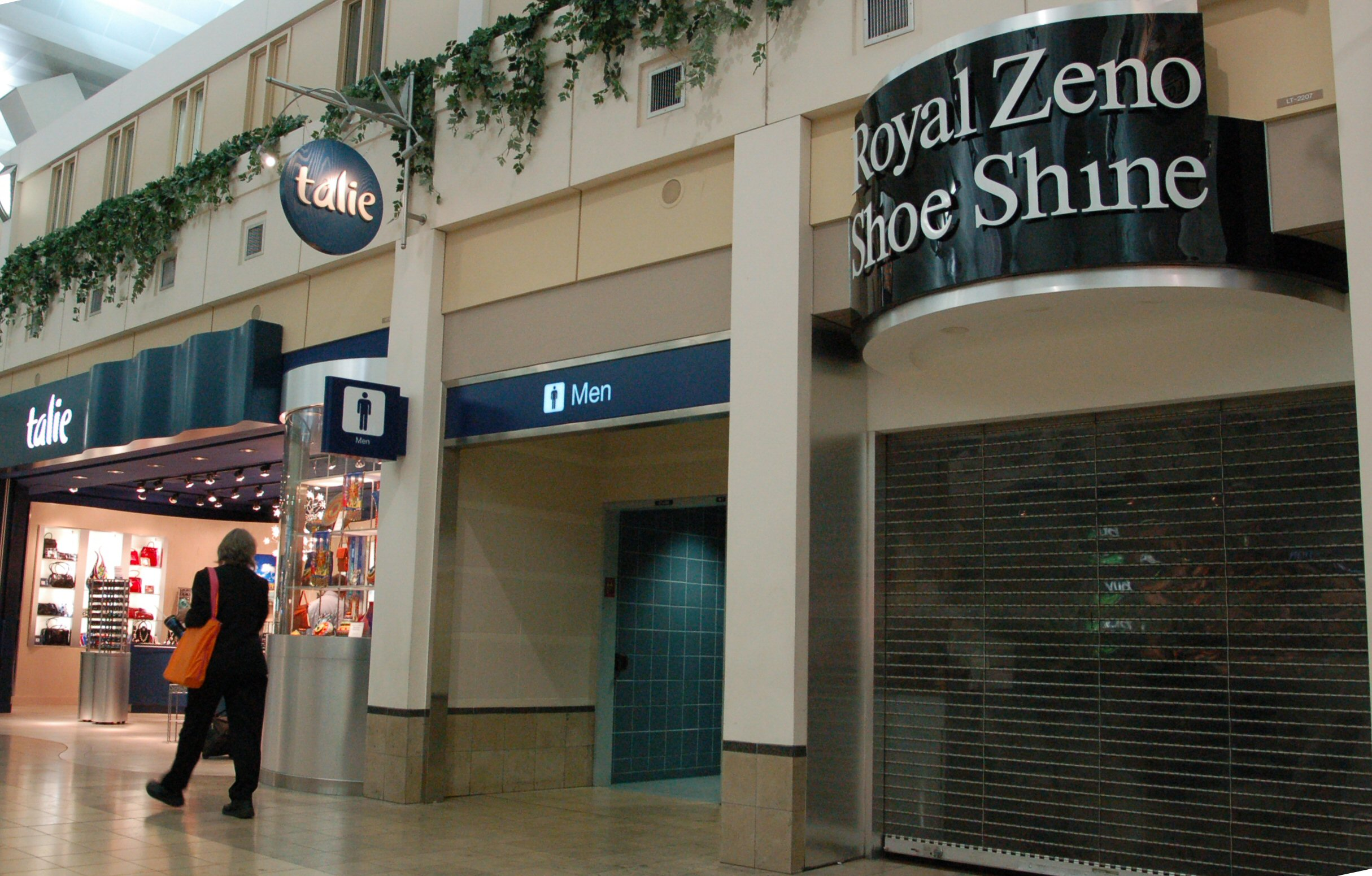
機場大廳